# Sammlung Georg Weishaupt
Die Sammlung Georg Weishaupt ist eine Privatsammlung ostasiatischer Porzellankunst. Sie wurde vom Berliner Unternehmer Georg Weishaupt (1906–2004) aufgebaut und ist heute Teil der Sammlungen des Museums für Asiatische Kunst in Berlin.

## Sammlung
Der Berliner Unternehmer Georg Weishaupt war der Sohn eines Kunsthändlers. Über einen Zeitraum von rund 30 Jahren trug er Kunstporzellane aus Ostasien zusammen. Der Schwerpunkt seiner insgesamt rund 900 Stücke enthaltenden Sammlung liegt auf Porzellanen aus China. Der zeitliche Rahmen, auf den sich Weishaupt dabei besonders in seinen letzten Jahren konzentrierte, beginnt mit der Spätzeit der Qing-Dynastie ab dem Ende des 18. Jahrhunderts, umfasst insbesondere die Zeit vor und nach der 1911 erfolgten Gründung der chinesischen Republik und reicht bis in die Mitte des 20. Jahrhunderts. Georg Weishaupt war einer der ersten überhaupt, der sich diesem zuvor gering geschätzten Sammelgebiet widmete. Daneben befasst sich die Sammlung auch mit Spezialthemen wie der aus Chinas „Porzellan-Hauptstadt“ Jingdezhen stammenden Exportkeramik für den japanischen Markt aus der Spätphase der Ming-Dynastie (frühes 17. Jahrhundert). Sie enthält darüber hinaus einige japanische Porzellane und sonstige ostasiatische Antiquitäten. Mehr oder weniger große Gruppen seiner Sammlung veräußerte Weishaupt allerdings im Lauf der Jahre auf dem internationalen Kunstmarkt.

## Präsentation
Bereits 1975 zeigte Weishaupt Stücke seiner Sammlung in einer Ausstellung im Museum für Ostasiatische Kunst. Im Sommer bzw. Herbst 1987 präsentierte das Museum für Kunsthandwerk in Frankfurt am Main und das Museum für Kunsthandwerk Berlin Teile in einer Sonderausstellung. Porzellane aus der Sammlung Georg Weishaupts, die er dem Museum für Ostasiatische Kunst (heute: Museum für Asiatische Kunst) in Berlin-Dahlem geschenkt hatte, wurden 1996/1997 in einer Wanderausstellung gezeigt, die im Museum für Ostasiatische Kunst und im Berliner Kunstgewerbemuseum sowie im Hamburger Museum für Kunst und Gewerbe zu sehen war.